# Feia ranta
 Feia ranta es una especie de peces de la familia de los Gobiidae en el orden de los Perciformes.

## Morfología
Los machos pueden llegar a alcanzar los 1,4 cm de longitud total y las hembras 1,58 cm.

## Hábitat
Es un pez de Mar y, de clima tropical y bentopelágico que vive entre 2-7 m de profundidad. 

## Distribución geográfica
Se encuentra en el Vietnam. 

## Observaciones
Es inofensivo para los humanos. 